# Ioab
Ioab, o Joab (... - ... in ebraico: tradotto anche con Gioab, lett. 'Jahwe è padre') è stato un condottiero ebraico dell'antico regno d'Israele. Secondo l'Antico Testamento, Ioab era figlio di Zerùia (o anche Serùia), una delle due sorelle di Davide, fratello di Abisai e Asael. Tutti e tre erano guerrieri e comandanti militari del loro zio, il re Davide.

## Nella Bibbia
La Bibbia parla di Ioab nei libri di Samuele, nei Libri dei Re e nel Primo libro delle Cronache. Lui e i suoi fratelli Abisai e Asael vengono presentati come "figli di Zeruia", la quale era una sorella di Davide, mentre stranamente non si fa parola di chi fosse il loro padre. Una seconda sorella di Davide, Abigail, era moglie di Ieter l'Ismaelita e madre di Amasa. 
Ioab viene introdotto nel secondo libro di Samuele, come capo dei guerrieri di Davide, al tempo del tramonto del regno di Saul su Israele. Il re Saul, che temeva che Davide gli portasse via la corona, aveva ripetutamente tentato di ucciderlo, sicché Davide era fuggito in esilio coi suoi seguaci. Saul era poi caduto in battaglia, dopo una sconfitta inflittagli dai Filistei al monte Gelboe, e al suo posto era diventato re d'Israele il suo debole figlio Is-Bàal. Davide colse l'occasione per fare ritorno in patria e fu incoronato re a Ebron. Abner, generale di Is-Baal, guidò un esercito contro di lui, e nei pressi della piscina di Gabaon gli vennero incontro gli uomini di Davide guidati da Ioab; i due comandanti si accordarono per decidere la contesa con un combattimento fra ventiquattro campioni, dodici presi da ciascuno schieramento, ma, siccome nello scontro perirono tutti e ventiquattro, alla fine scoppiò una battaglia, al termine della quale i fedeli di Is-Baal si dettero alla fuga. Asael, fratello minore di Ioab, tentò di raggiungere Abner, ma questi lo trafisse con la lancia. Abner persuase gli anziani d'Israele che Is-Baal non aveva futuro come re e propose a Davide di passare a lui il regno; quello gli rispose amichevolmente e accettò la sua proposta. Ma Ioab, venutolo a sapere, con una scusa attirò in disparte Abner e, assieme ad Abisai, lo uccise a tradimento, vendicando il fratello minore Asael. Davide maledisse i suoi due nipoti per questo delitto, avvenuto contro i suoi ordini, eppure la Bibbia gli pone in bocca l'ammissione della propria impotenza contro di loro. Ioab infatti rimase comandante in capo dell'esercito ebraico per tutta la durata del regno di Davide, e in più occasioni impose la propria volontà, anche in contrasto con quella del sovrano. Il fosco ritratto che ne viene fuori è di un guerriero rude e privo di scrupoli; solamente in occasione di un censimento ordinato da Davide è Ioab che si mostra più pio, invitando lo zio a desistere da questa impresa contraria ai precetti divini.
Ioab si distinse nella conquista di Gerusalemme, che i suoi abitanti, i Gebusei, ritenevano inespugnabile, al punto da affermare che sarebbero stati in grado di difenderla anche con un esercito di ciechi e storpi. Anche le campagne militari contro gli Aramei e gli Ammoniti furono guidate da Ioab. Nella presa di Rabba, la capitale del regno ammonita, il generale, su istruzione segreta del re Davide, fece in modo che venisse ucciso Uria l'Ittita, affinché Davide potesse sposare Betsabea, la moglie di Uria, e coprire così il fatto di averla messa incinta quand'era sposata a un altro (poiché l'Ittita non aveva voluto giacere con la moglie assumendosi involontariamente, così, la paternità del figlio che lei portava in grembo senza che lui lo sapesse).
Ioab prese pure parte alle cospirazioni che lacerarono la corte reale. Assalonne, figlio di Davide, fuggito dal Paese dopo aver assassinato il fratello Amnon, riuscì a ottenere il perdono grazie all'intercessione di Ioab. Ma in séguito fu proprio Ioab che represse la sua ribellione, quando Assalonne tentò di detronizzare Davide. Sconfitto sul campo, il principe fuggì, ma i suoi lunghi capelli rimasero impigliati nei rami di una pianta di terebinto, sicché Ioab lo raggiunse e gli trafisse il cuore con delle frecce. Davide, che aveva esplicitamente ordinato di risparmiare la vita del figlio ribelle, ne rimase avvilito. Anche per questo meditò di destituire Ioab e sostituirlo con Amasa, un altro suo nipote, ma Ioab lo impedì assassinando il cugino. Solo sul letto di morte il re Davide poté punire il nipote; ordinò al suo erede designato, Salomone, di: «far scendere la sua canizie [di Ioab] agli inferi con morte violenta». Ioab, che aveva preso partito per un altro figlio di Davide, Adonia, presagì lo sfavore del nuovo re e si rifugiò nel santuario, aggrappandosi ai corni dell'altare. L'inviato di Salomone, Benania, ve lo fece strappare però a forza e lo uccise.

## Abisai e Asael
Come Ioab, anche Asael e Abisai si distinsero per il valore militare:
- Asael è chiamato uno dei valorosi di Davide[6] e fu a capo di una classe di 24.000 soldati[7]
- Abisai, a capo dei Trenta, uccise trecento soldati[8], sconfisse 18.000 Idumei nella Valle del Sale[9]. Nel corso della prima campagna amorrìta, Ioab affidò ad Abisai il compito di schierare l'esercito contro gli Aramei[10].

L'inseguimento e l'uccisione di Asael sono descritte nel secondo libro di Samuele. Asael fu seppellito a Betlemme, nel sepolcro del padre. 

Ioab e suo fratello Abisai a loro volta uccisero Abner, per vendicare la morte di Asael a Gabaon (2Samuele 3:30).